# Treycovagnes
Treycovagnes es una comuna suiza del cantón de Vaud, situada en el distrito de Jura-Nord vaudois. Limita al noroeste con la comuna de Chamblon, al noreste con Montagny-près-Yverdon, al este y sureste con Yverdon-les-Bains, al sur con Ependes, y al suroeste con Suscévaz.
La comuna formó parte hasta el 31 de diciembre de 2007 del distrito de Yverdon, círculo de Champvent.

## Enlaces externos

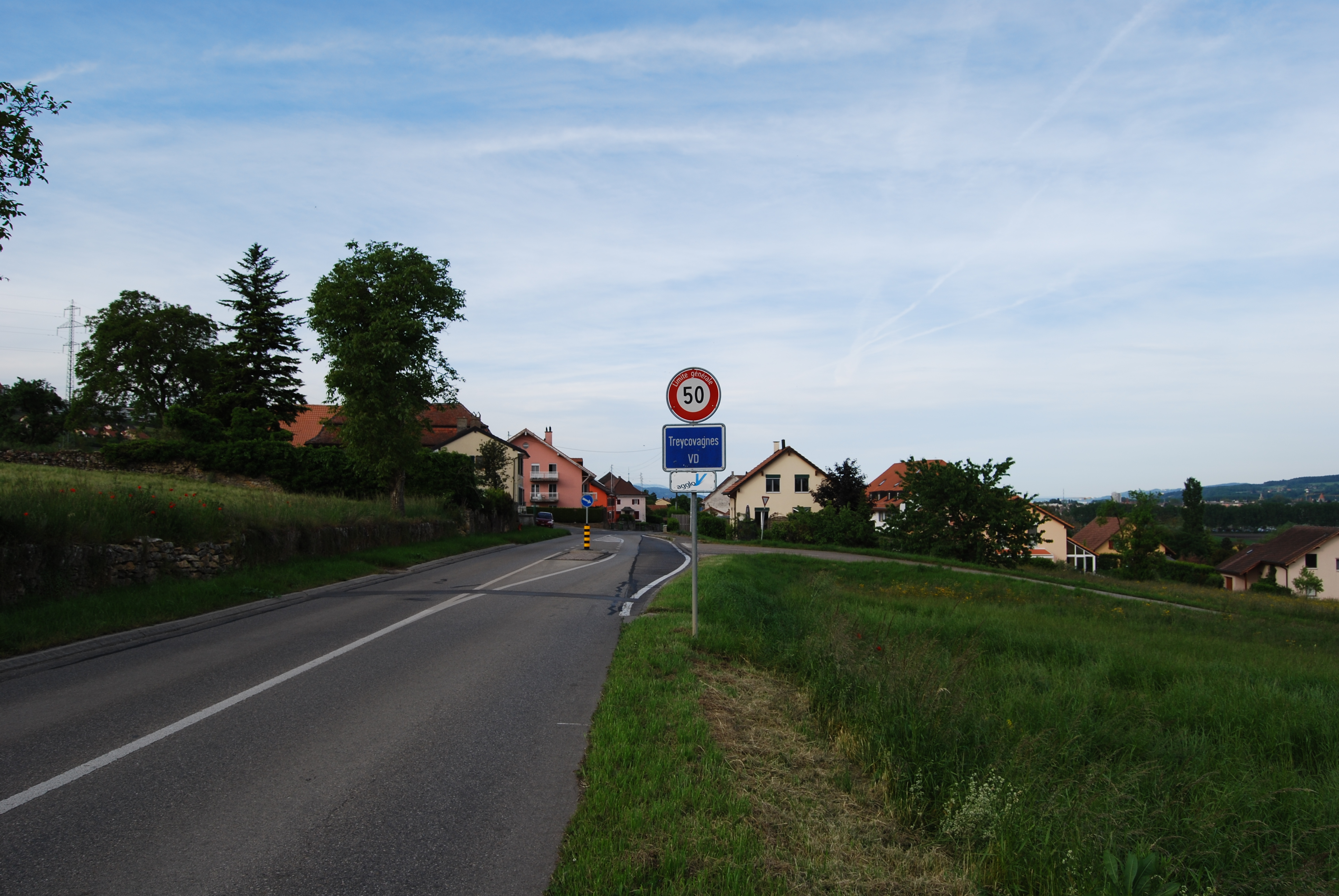
Treycovagnes